# 島津久本
島津 久本（しまづ ひさもと）は、江戸時代後期から末期の薩摩藩士。都城私領主である都城島津家24代当主。
天保5年（1835年）、農業推進のため百姓寄合田の制度をはじめる。共同農地を設け複数の農家に耕させ、その収益を労役負担に役立たせようとする制度で、周王朝の井田制を手本にしたと思われる。
西洋砲術を導入し、牛痘を行ったり、積極的に産業の育成に努めたりした。
藩主島津斉彬より東目海岸防御総頭取（大隅半島の沿岸防御指揮官）に任じられた。
安政3年（1856年）、息子の久静に家督を譲ったが、久静は島津久光の命で上京した際に病死した。新たに当主となった孫の久寛はまだ幼かったため、再び久本が政務を見た。そのため、幕末の都城を取り仕切ったのは事実上久本といえる。
大正4年（1915年）、従四位を追贈された。